# درین (میبد)
درین، مرکز دهستان درین و روستایی از توابع بخش بفروئیه شهرستان میبد در استان یزد ایران است.

## جمعیت
این روستا در دهستان درین قرار دارد و براساس سرشماری مرکز آمار ایران در سال ۱۳۸۵، جمعیت آن ۱۲۷ نفر (۳۶خانوار) بوده‌است.